# Николай Димитров (политик)
Вижте пояснителната страница за други личности с името Николай Димитров.
Николай Кирилов Димитров е български политик, кмет на община Несебър от 2007 година.

## Биография
Николай Кирилов Димитров е роден на 11 май 1965 г.
- В периода от 1999 – 2007 г. е общински съветник.
- През 2007 г. е избран за кмет на община Несебър с 68,04% като независим кандидат издигнат от инициативен комитет.
- В периода 2007 г. – 2011 г. Николай Димитров заема поста кмет на община Несебър.
- Избран на първи тур с 68,04 %[1]
- От 2009 г. до 2013 г. член на Изпълкома на Българския Футболен Съюз (БФС) – [2]
- На изборите през 2011 г. на първи тур събира 46,23% [3], а на балотажа е избран за кмет на община Несебър за втори мандат с 60,38%. Той е независим кандидат, издигнат от инициативен комитет.
- През 2015 г. е избран за кмет на община Несебър трети мандат като независим кандидат, издигнат от инициативен комитет със 7367 гласа [4] на първи тур при рекордна избирателна активност – 72,48 %.
- През 2019 г. е избран за кмет на община Несебър четвърти мандат като независим кандидат, издигнат от инициативен комитет с 8081 гласа на първи тур при избирателна активност 68,96%.
- През 2023 г. на първи тур събира 41,16% при 63,55% избирателна активност, а на балотажа събира 56,33% при 52,17% избирателна активност и е избран за кмет на община Несебър пети мандат като независим кандидат, издигнат от инициативен комитет.

## Награди
- Златен медал за принос в развитие на Синдикалното движение в България от Конфедерация на независимите синдикати в България – 2016
- Приз за най-добър социален партньор 2016[5] от Съюза на българските учители
- Отличен с награда за „Активна социално отговорна местна политика“през 2015 г.
- Носител на наградата „Следовник на народните будители“ през 2015 г.
- Удостоен със специален приз „Най-бързо растящ град" през 2014 г.[6][7]
- Носител на националния приз „Мениджър социални услуги-2009“
- Носител на наградата „Кмет на годината 2021“
- Носител на наградата  „Туризъм и култура – средна община“  на националното издание „Кмета бг“, 2022